# Dentocircinomyces occidentalis
Dentocircinomyces occidentalis är en svampart som beskrevs av R.F. Castañeda & W.B. Kendr. 1990. Dentocircinomyces occidentalis ingår i släktet Dentocircinomyces, divisionen sporsäcksvampar och riket svampar.   Inga underarter finns listade i Catalogue of Life.